# Coping (balk)

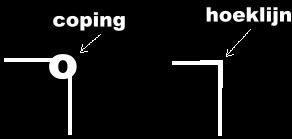
Coping en hoeklijn

Een coping is de ijzeren of kunststof, meestal ronde, balk bovenaan een halfpipe of miniramp. Deze zit hier zodat skateboarders, inline skaters, en BMX'ers hier makkelijk stalls (oftewel 50-50) en grinds op kunnen maken. Vooral bij skateboarders en stunt/inline skaters is de coping erg belangrijk.